# John Warwick Montgomery
John Warwick Montgomery (ur. 18 października 1931 w Warsaw w stanie Nowy Jork, zm. 25 września 2024 w Bischwiller) – prawnik i publicysta pochodzenia amerykańskiego, apologeta chrześcijański, ordynowany duchowny luterański (początkowo, od 1958, duchowny Kościoła Luterańskiego w Ameryce, po 1965 Kościoła Luterańskiego Synodu Missouri).

## Wykształcenie
Bakałarz filozofii Uniwersytetu Cornella, bakałarz prawa La Salle Extension University, bakałarz nauk wyzwolonych i Master of Arts Uniwersytetu Kalifornijskiego w Berkeley, bakałarz i magister teologii Uniwersytetu w Wittenbergu, Ohio, magister filozofii w zakresie prawa Uniwersytetu w Essex, doktor Uniwersytetu w Chicago i Uniwersytetu w Strasburgu, LLM i doktor prawa Uniwersytetu w Cardiff. Profesor emeritus prawa i nauk humanistycznych Uniwersytetu Bedfordshire, profesor (Distinguished Research Professor) Patrick Henry College w Purceville, Wirginia, dyrektor Międzynarodowej Akademii Apologetyki, Ewangelizacji i Praw Człowieka w Strasburgu.

## Dorobek naukowy
Był autorem wielu publikacji, zwłaszcza o charakterze apologetycznym. W swych dziełach wyrażał pogląd o pełnej nieomylności Biblii, był też zwolennikiem jej dosłownej interpretacji, poza wyjątkowymi przypadkami. Był redaktorem czasopisma internetowego Global Journal of Classical Theology.

## Działalność społeczna
Występował przed Europejskim Trybunałem Praw Człowieka w sprawach związanych z wolnością religijną: Larissis i inni przeciwko Grecji oraz Kościół Metropolitalny Besarabii przeciwko Mołdawii. Jego artykuł ukazał się w pierwszym numerze magazynu Ius et Lex wydawanego przez fundację Ius et Lex. Wyraził w nim pogląd, że przyjęcie transcendentnego systemu wartości jest konieczne dla uniknięcia relatywizacji i upolityczniania podstawowych zasad sprawiedliwości i niezbywalnych praw człowieka.
John W. Montgomery był również autorem opracowania dotyczącego życia i dzieł Johanna Valentina Adreae.

## Życie prywatne
Syn Maurice'a Warwicka Montgomery'ego i Harriet (Smith) Montgomery. Jego przodkiem był Roger de Montgomerie, 1. hrabia Shrewsbury. Był żonaty, miał trójkę rodzonych dzieci i adoptowanego syna. Był naturalizowanym obywatelem Wielkiej Brytanii.